# Sterne bridée
Onychoprion anaethetus
Espèce
Statut de conservation UICN

 LC  : Préoccupation mineure

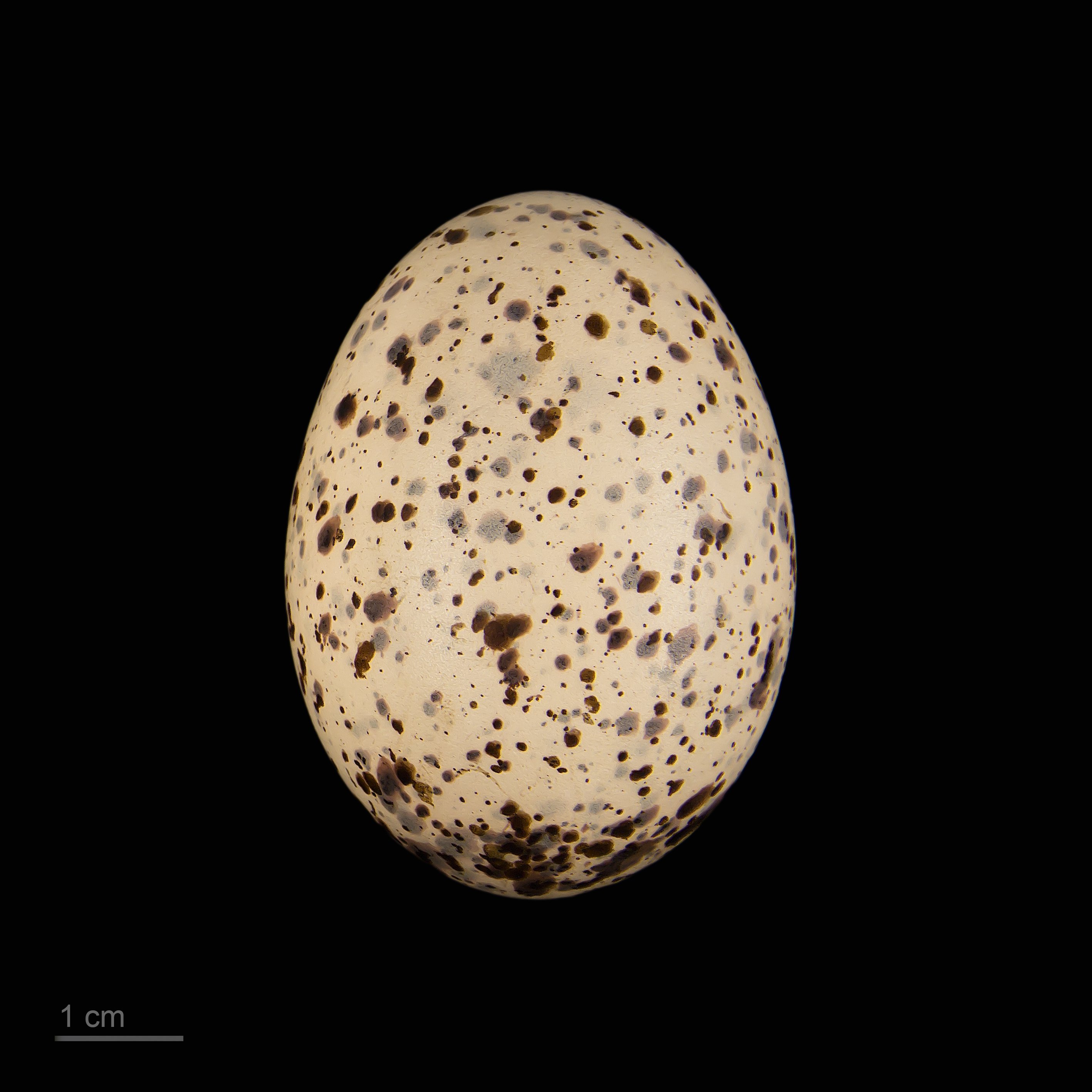
Œuf de Onychoprion anaethetus - Muséum de Toulouse

La Sterne bridée (Onychoprion anaethetus) est une espèce d'oiseaux marins appartenant à la famille des Laridae.

## Description
La sterne bridée mesure de la tête à la queue de 30 à 32 cm. Elle passe l'essentiel de son temps en mer.

## Répartition

Distribution de la Sterne bridée

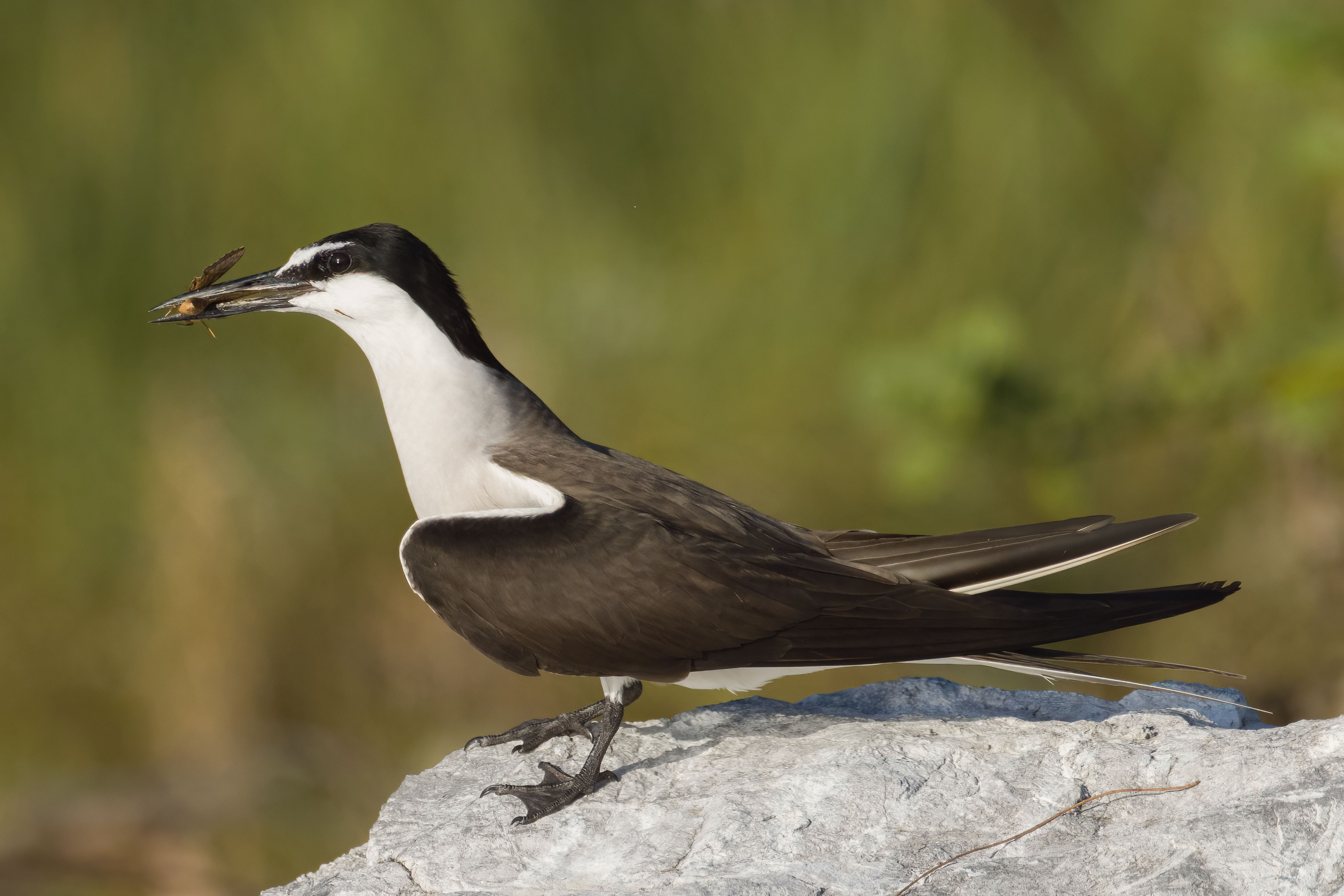
Une sterne bridée dans le Capricornia Cays National Park, Australie. Février 2022.

## Taxinomie
synonymeSterna anaethetus
D'après la classification de référence (version 14.1, 2024) de l'Union internationale des ornithologues, la Sterne bridée possède 4 sous-espèces (ordre philogénique) :
- Onychoprion anaethetus melanopterus (Swainson, 1837) ;
- Onychoprion anaethetus antarcticus (Lesson, RP, 1831) ;
- Onychoprion anaethetus anaethetus (Scopoli, 1786) ;
- Onychoprion anaethetus nelsoni (Ridgway, 1919).